# Jasse Tuominen
Jasse Tuominen (Kuopio, 12 novembre 1995) è un calciatore finlandese, attaccante dell'Inter Turku.